# Такфаринат
Такфарина́т (Такфарин, лат. Tacfarinas; погиб в 24 году) — предводитель восстания против римлян в провинции Африка (в Нумидии и Мавретании).

## Во главе восстания
По происхождению нумидиец, вероятно незнатного происхождения; был солдатом римской армии при Тиберии, служил во вспомогательных войсках, дезертировал. В 17 году поднял восстание против Рима. Личные мотивы Такфарината неизвестны, но предполагают, что причиной восстания североафриканских племён против римской власти стал захват их пастбищ римлянами, использовавшими конфискованные земли для выращивания пшеницы, размещения колоний римских ветеранов, прокладки военных дорог и других целей. После своих первых успехов в войне с римлянами Такфаринат был избран вождём берберского племени мусуламиев.
К Такфаринату присоединились вожди некоторых других племён, например, правитель мавров Мезиппа, а также местные бедняки, которых он обучал военному делу. Он стремился организовать свою армию на римский манер, одновременно удачно используя тактику партизанской войны, нападая на небольшие укрепления римлян и отдельные отряды. Восстание вылилось в настоящую войну. 
Тацит об этих событиях писал:

В этом же году (17 год) началась война в Африке под предводительством Такфарината. Он был родом из Нумидии, служил во вспомогательном войске в римском лагере, откуда затем бежал. Он стал набирать бродяг и людей, привыкших к разбою сначала для добычи и грабежа; потом составил из них по военному образцу отряды пехоты и взводы конницы; наконец, сделался предводителем уже не отдельной шайки, а целого народа мусаламийцев. Этот храбрый народ, близкий к африканским пустыням, не знавший еще в то время городской жизни, взялся за оружие и вовлек в войну соседних мавров, предводителем которых был Мазиппа. Войско они разделили таким образом, что Такфаринат взял себе отборных людей и, вооружив по-римски, держал их в лагере, чтоб приучить к дисциплине и команде; Мазиппа же с легкими отрядами распространял кругом пожары, убийства и сеял ужас.
Римские полководцы трижды одерживали победы над Такфаринатом (в 18 году — Фурий Камилл, в 20 году — Луций Апроний, в 22 году — Квинт Юний Блез), но эти победы были не решающими, поскольку Такфаринат после поражения отступал в пустыню, где вновь собирал сторонников и возобновлял войну. Сам Такфаринат, действуя преимущественно знаменитой нумидийской конницей, был трудноуловим.
Война затягивалась, а Такфавринату оказывали поддержку гараманты:
Укрывателем захваченной Такфаринатом добычи и его сообщником в грабеже был царь гарамантов; он не действовал во главе своего войска, но посылал к нумидийцам незначительные отряды, численность которых за отдаленностью преувеличивалась молвой.

Тацит об этом писал:
Затянулась она (война) по той причине, что воевавшие с ним (Такфаринатом) полководцы, добившись успехов, достаточных, как они полагали, для получения триумфальных отличий, тотчас же оставляли врага в покое. В Риме уже стояли три увенчанные лаврами статуи, а Африку по-прежнему грабил Такфаринат, снова усилившийся благодаря вспомогательным войскам мавританцев.
Такфаринат отправил послов в Рим, чтобы предложить мир в обмен на землю в провинции для себя и своих последователей. Если его требования не будут выполнены, предупредил он, они будут вести бесконечную войну с римлянами. Император Тиберий был возмущен: он посчитал верхом наглости, что человек, которого он считал дезертиром и обычным разбойником, требует условий, как глава иностранного государства. В Африку было решено отправить опытного полководца, чтобы покончить с Такфаринатом раз и навсегда. По рекомендации Сеяна им стал Квинт Юний Блез. 
Тот предложил амнистию, которая привлекла многих измученных войной союзников Такфаринаса. Новый проконсул также применил новаторскую тактику для борьбы со своим неуловимым врагом: строил большое количество новых фортов (castella), похожих на блокгаузы, и с удвоенным контингентом смог более тщательно прикрыть различные пути в провинцию, разделив свои силы на три дивизии, охватывающие западный, центральный и южный секторы соответственно. 
Кампания Блеза достигла своего наивысшего успеха, когда его люди захватили брата Такфарината. После этого Блез отвел свои войска на обычные зимние квартиры в провинции. Тиберий воспринял это как ознаменование окончания войны и предоставил Блезу редкую привилегию принять почетный титул императора («победоносный генерал») — в последний раз этот титул был предоставлен человеку, не принадлежащему к императорскому дому.

## Подавление восстания и гибель
В любом случае, римляне вскоре были разубеждены в своей самоуспокоенности, поскольку восстание нумидийцев продолжалось с прежней силой. Восстание североафриканцев сумел окончательно подавить проконсул Публий Корнелий Долабелла. Прибыв в Нумидию в 24 году, он столкнулся с такой же серьёзной угрозой со стороны пустыни, как и любой из его предшественников. Когда IX легион, разбив нумидийцев в очередной раз, возвратился из Африки, Такфаринат распустил слух, что «Римское государство теснят и другие народы», и что «римляне понемногу уходят из Африки».
Он утверждал, что оставшийся гарнизон можно победить, а Нумидию навсегда освободить совместными усилиями всех нумидийцев. Его пропаганда была очень эффективной. К нему присоединилось большое количество воинов из Мавретании, которые отвернулись от своего молодого проримского царя Птолемея, который недавно стал преемником своего отца Юбы II. Кроме того, многие ливийские крестьяне финикийского происхождения, беднейшая прослойка африканского общества, бросили свои поля и присоединились к повстанцам. Римляне вынуждены были бросить против восставших два легиона. 
К началу сезона кампании 24 года Такфаринат почувствовал себя достаточно сильным, чтобы осадить римский опорный пункт Тубурсикум (Хамисса в Алжире или Тебурсук в Тунисе). Долабелла поспешно собрал все свои доступные войска и бросился снимать осаду. И снова нумидийцы оказались неспособны противостоять атаке римской пехоты и были разбиты при первом же штурме и бежали на запад в Мавретанию. 
Долабелла приложил все усилия, чтобы выследить вечно неуловимого Такфарината, поскольку было очевидно, что, если его лидер не будет устранен, мятеж никогда не закончится. Проконсул призвал на помощь Птолемея, в чьем царстве Такфаринас нашел убежище, и, получив подкрепление, Долабелла разделил свои силы на четыре дивизии, продвигавшиеся параллельно, чтобы охватить как можно большую территорию, а союзная кавалерия действовала в качестве разведчиков, пересекая основные колонны. 
Долабелла выследил и окружил лагерь повстанцев вблизи полуразрушенного форта Авзеи (современного Сур-Эль-Гозлане в Алжире), который люди Такфарината сами раньше и сожгли. На рассвете нумидийцы, многие из которых все еще спали и были безоружны, и чьи лошади паслись вдалеке, были разбужены шумом римских труб, возвещавших об атаке. Римляне атаковали лагерь в полном боевом порядке, в то время как дезорганизованные нумидийцы бросились подбирать свое оружие и искать своих лошадей. Полная неожиданность привела к резне, которая стала еще более кровавой из-за жажды мести римлян после многих лет унижений. Действуя по строгому приказу, римские центурионы направили своих солдат против самого Такфарината. Последний и его окружение вскоре были окружены превосходящими силами, и в ожесточенной схватке его телохранители были убиты, а его сын взят в плен. Когда сражение было проиграно, Такфаринат покончил с собой, бросившись на свой меч (или копья нападавших).